# Regole del go

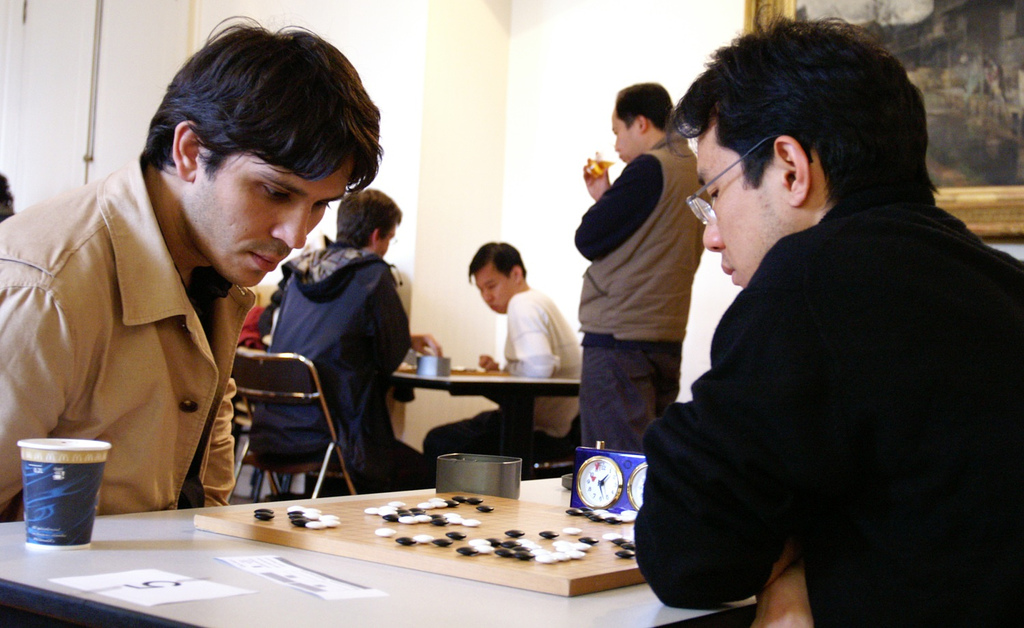
Una partita di go

Le regole del go possono essere riassunte come segue:

## Regole generali
- due giocatori, "Nero" e "Bianco", giocano su un goban disponendo di un numero illimitato di pietre del proprio colore.
- Inizialmente tutte le intersezioni sono vuote (o libere) ovvero il "campo di gioco" all'inizio non contiene alcuna pedina.
- I due giocatori si alternano. Comincia il Nero.
- Ogni giocatore può posare la propria pietra su una intersezione libera.
- Le pietre dello stesso colore che si trovano su intersezioni adiacenti (in senso verticale o orizzontale, ma non in diagonale) si dicono collegate.
- Due o più pietre tra di loro, direttamente o indirettamente, collegate formano un gruppo. Anche una pietra isolata può essere considerata un gruppo (il più piccolo dei gruppi, ovviamente).
- Ciascun gruppo di pietre o una pietra singola hanno un certo numero di intersezioni libere attorno a sé, prendendo in considerazione solo quelle collegabili in senso orizzontale o verticale, non in diagonale. Il numero di intersezioni libere sono dette libertà del gruppo o della pietra.
- Sul goban non possono esistere gruppi senza libertà. Se l'ultima libertà è stata tolta dall'avversario, allora le pietre di tutto il gruppo vengono allontanate dal goban in quanto il gruppo viene catturato (o ucciso).
- In seguito alla cattura di pietre o gruppi, non è lecito ricreare sul goban una situazione precedente (regola del ko)
- Quando un giocatore passa la mano senza giocare, l'altro può continuare a giocare
- Quando entrambi i giocatori passano la partita si considera conclusa.

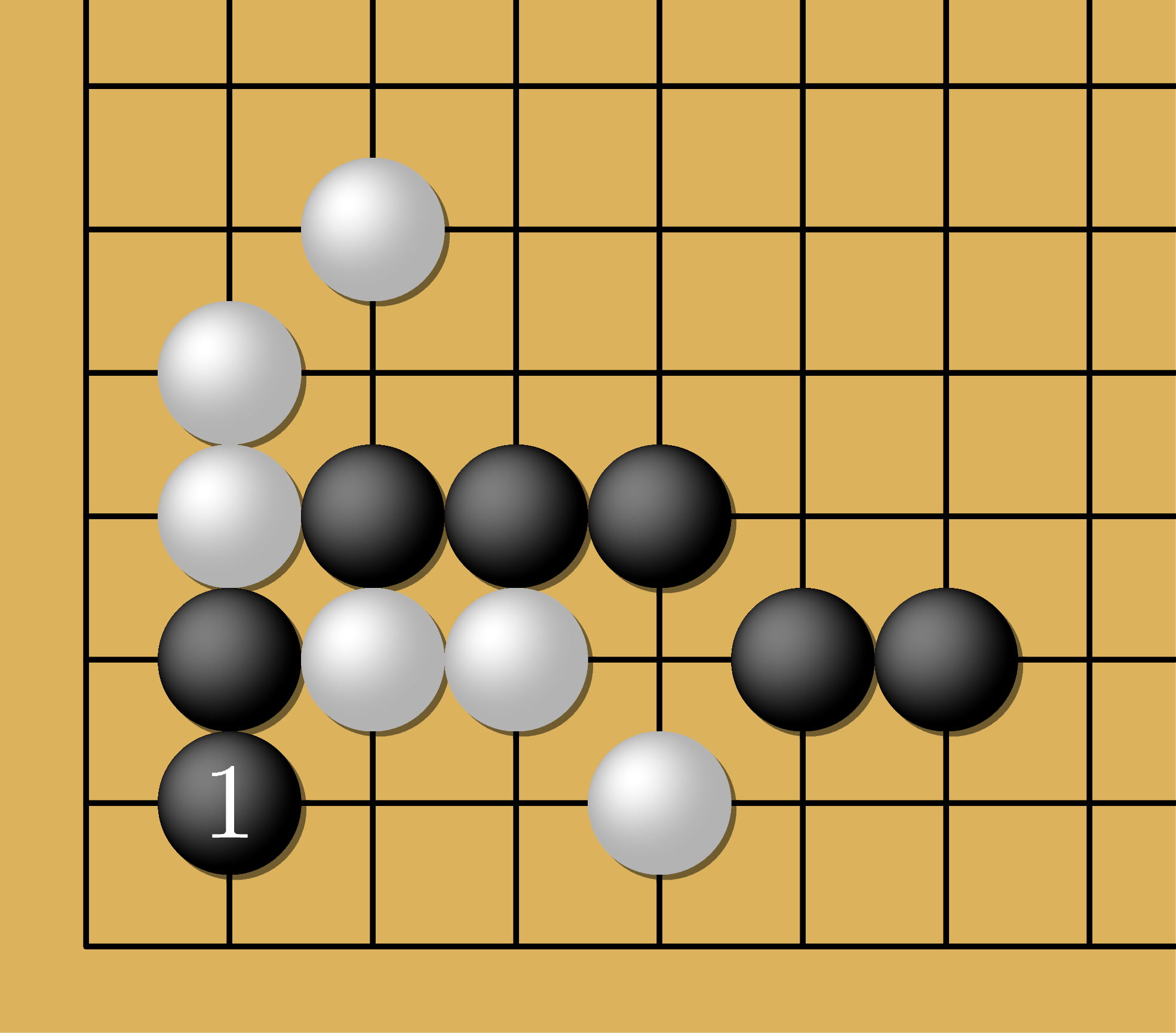
1
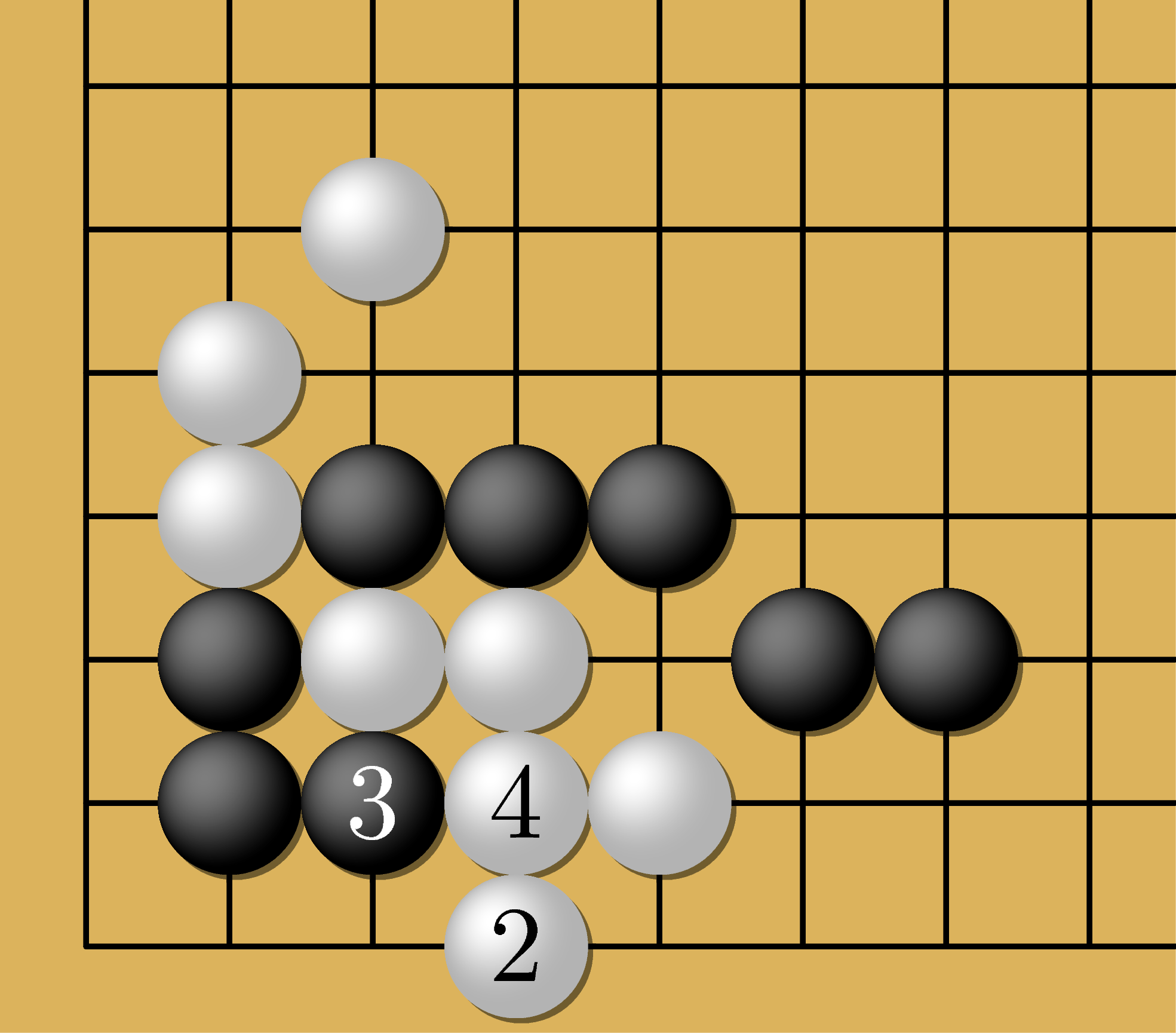
2
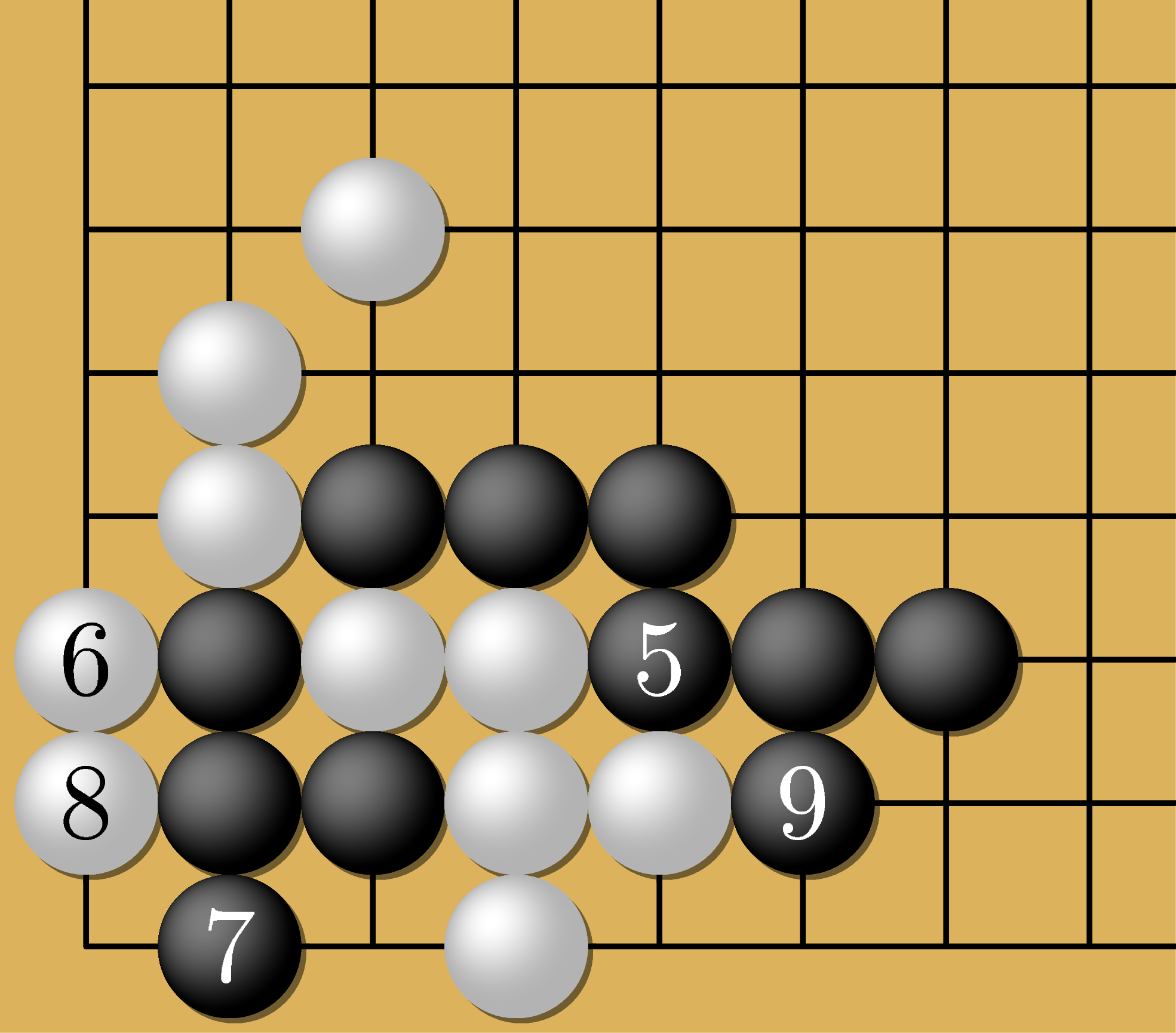
3
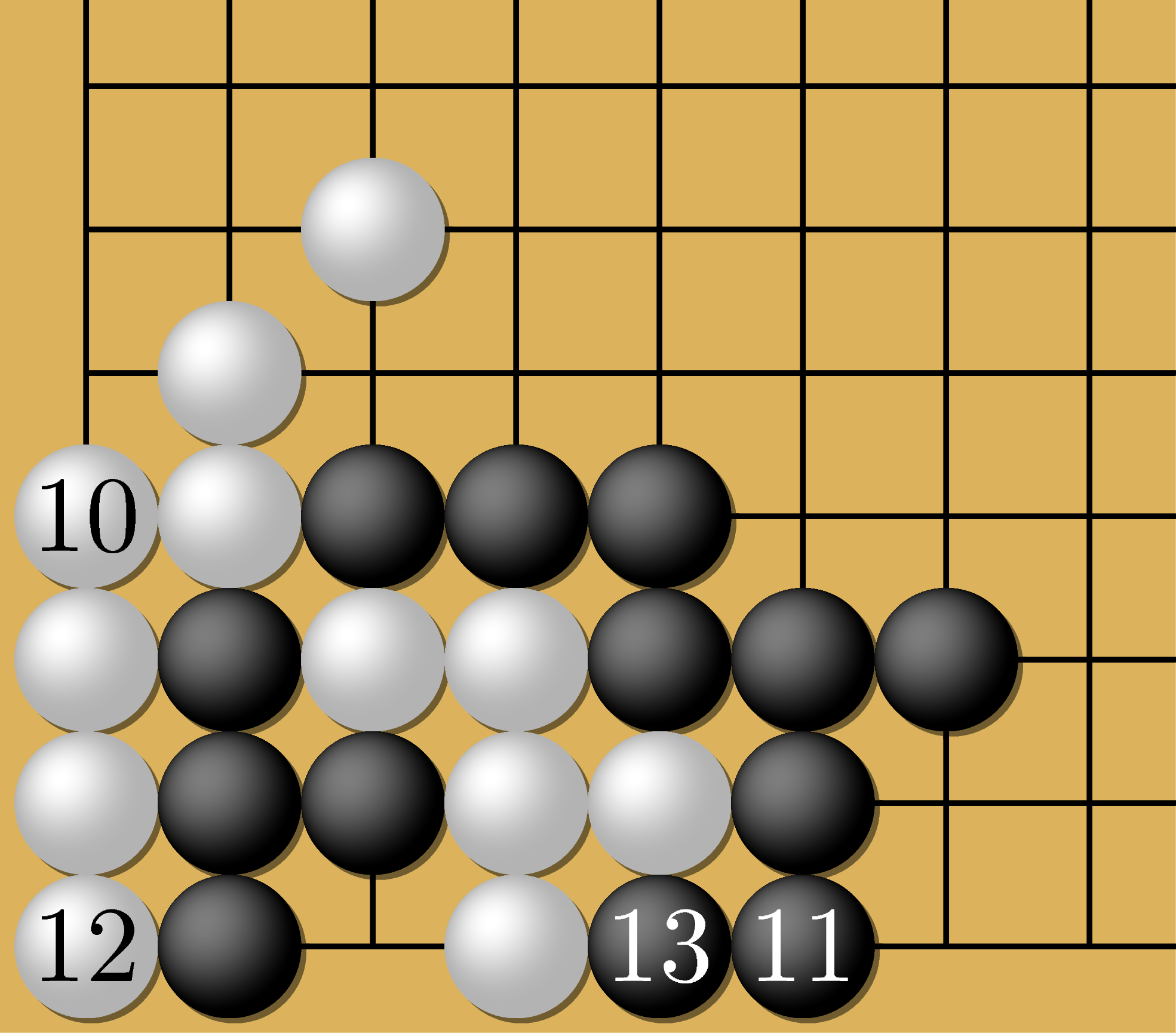
4

A partita conclusa 
- Si determina l'appartenenza dei territori
  - Un territorio appartiene ad un giocatore se si ritiene di comune accordo che l'avversario non riuscirebbe a giocarci dentro senza essere ucciso. Nel caso di disaccordo ciascuno giocatore può mostrare all'altro l'appartenenza riprendendo la partita per tale scopo.
- Si contano i punti di ciascun giocatore. 
  - Prima di fare ciò si mettono nel territorio dell'avversario tutte le pietre che gli sono state catturate. Le pietre dell'avversario intrappolate nel proprio territorio vengono tolte e anch'esse messe nel territorio dell'avversario.
  - Per ciascun giocatore si contano le intersezioni libere rimaste nei propri territori.
- Vince chi ha un maggior numero di intersezioni libere. Ciò che conta realmente non è il numero di intersezioni libere, ma la differenza tra le intersezioni libere dei due giocatori

A livello pratico ci sono delle leggere varianti alle suddette regole che però non ne cambiano il contenuto.
La principale di queste varianti consiste nel gioco con handicap per equilibrare la disparità di livello dei due giocatori.

## Regole dettagliate

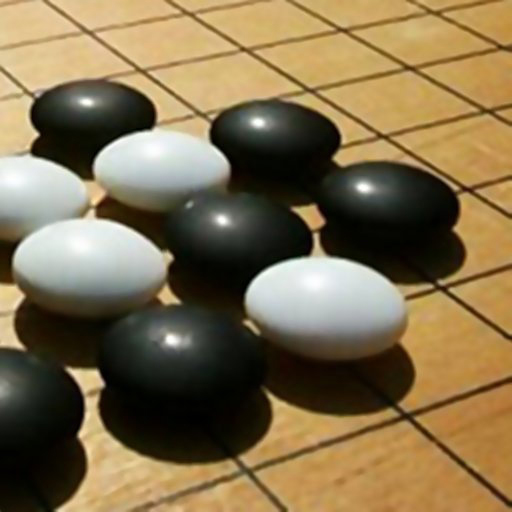
Pietre da go

### Materiale di gioco
La scacchiera (goban in giapponese) è un "reticolo" di 19 per 19 linee formanti 361 intersezioni.
I principianti giocano spesso su goban più piccoli (13×13 o 9×9), senza cambiare le rimanenti regole del gioco.
Un goban regolamentare 19×19 appare così:
|  |  |  |  |  |  |  |  |  |  |  |  |  |  |  |  |  |  |  |
|  |  |  |  |  |  |  |  |  |  |  |  |  |  |  |  |  |  |  |
|  |  |  |  |  |  |  |  |  |  |  |  |  |  |  |  |  |  |  |
|  |  |  |  |  |  |  |  |  |  |  |  |  |  |  |  |  |  |  |
|  |  |  |  |  |  |  |  |  |  |  |  |  |  |  |  |  |  |  |
|  |  |  |  |  |  |  |  |  |  |  |  |  |  |  |  |  |  |  |
|  |  |  |  |  |  |  |  |  |  |  |  |  |  |  |  |  |  |  |
|  |  |  |  |  |  |  |  |  |  |  |  |  |  |  |  |  |  |  |
|  |  |  |  |  |  |  |  |  |  |  |  |  |  |  |  |  |  |  |
|  |  |  |  |  |  |  |  |  |  |  |  |  |  |  |  |  |  |  |
|  |  |  |  |  |  |  |  |  |  |  |  |  |  |  |  |  |  |  |
|  |  |  |  |  |  |  |  |  |  |  |  |  |  |  |  |  |  |  |
|  |  |  |  |  |  |  |  |  |  |  |  |  |  |  |  |  |  |  |
|  |  |  |  |  |  |  |  |  |  |  |  |  |  |  |  |  |  |  |
|  |  |  |  |  |  |  |  |  |  |  |  |  |  |  |  |  |  |  |
|  |  |  |  |  |  |  |  |  |  |  |  |  |  |  |  |  |  |  |
|  |  |  |  |  |  |  |  |  |  |  |  |  |  |  |  |  |  |  |
|  |  |  |  |  |  |  |  |  |  |  |  |  |  |  |  |  |  |  |
|  |  |  |  |  |  |  |  |  |  |  |  |  |  |  |  |  |  |  |

Nota: i 9 punti sono i cosiddetti hoshi (vedasi oltre, in "Handicap")
Le pedine, o meglio, pietre (go-ishi in giapponese) sono bianche e nere, poiché è il nero che inizia il gioco e le intersezioni del goban sono 361, tradizionalmente i set sono composti da 181 pietre nere e 180 bianche. Difficilmente un gioco si conclude con l'uso di tutte le pietre.
Solitamente le pietre vengono messe in ciotole (go-ke in giapponese), una per giocatore. 
Il coperchio delle ciotole, capovolto, viene usato per mettere da parte le pietre uccise durante la partita.

### Modalità di gioco
Il go si gioca tra due giocatori. Un giocatore utilizza le pietre nere, l'altro le pietre bianche.
All'inizio della partita il goban è vuoto. La partita viene cominciata dal Nero.
Nel caso di gioco con handicap sul goban ci sono già le pietre nere di handicap e comincia Bianco 
(si veda oltre per maggiori spiegazioni sulla partita con handicap).
I giocatori giocano effettuando le mosse alternandosi. 
Una mossa consiste nel posare una pietra del proprio colore su una intersezione libera del goban
(comprendente pure le intersezioni presenti sul bordo o negli angoli).
Una volta posata la pietra questa non cambia più la posizione, salvo essere tolta dal goban in caso di cattura.
Un giocatore può anche rinunciare alla propria mossa o abbandonare la partita quando sarebbe il suo turno di giocare.
Le pietre dello stesso colore che sono direttamente adiacenti (seguendo le linee orizzontali e verticali del reticolo di linee)
sono dette collegate e formano un gruppo.
Si dicono "libertà" le intersezioni libere immediatamente adiacenti al gruppo. Quando un gruppo (eventualmente formato da un'unica pietra) non ha più libertà, allora muore, viene tolto dal goban e le pietre messe da parte per il conteggio finale, dandole al giocatore avversario.
Esempi:
- Conteggio delle libertà
  - Una pietra solitaria in mezzo al goban ha 4 libertà (i cerchietti rossi).

|  |  |  |  |  |
|  |  |  |  |  |
|  |  |  |  |  |
|  |  |  |  |  |
|  |  |  |  |  |

- - Una pietra solitaria su bordo del goban ha 3 libertà
  - Una pietra in uno dei quattro angoli del goban ha 2 libertà
  - Se una pietra bianca e una nera sono affiancate in mezzo al goban (senza altre pietre intorno), allora entrambe hanno 3 libertà
- Gruppi (e libertà)
  - Se due pietre dello stesso colore sono affiancate sulla stessa linea, allora formano un gruppo di due pietre (che ha 6 libertà nel caso si trovino solitarie in mezzo al goban)
  - Se tre pietre dello stesso colore sono affiancate formando una "L" (comunque ruotata) lungo le linee, allora formano un gruppo di tre pietre (che ha 7 libertà se si trovano solitarie in mezzo al goban)

|  |  |  |  |  |
|  |  |  |  |  |
|  |  |  |  |  |
|  |  |  |  |  |
|  |  |  |  |  |

### Ko
Per evitare che una situazione si ripeta all'infinito, la regola del ko (una parola giapponese indicante l'eternità) impedisce di effettuare una mossa che ricrei una posizione già vista nel corso della partita.
A livello pratico la regola si applica quasi esclusivamente nei casi 
in cui una pietra (solo una) sia appena stata catturata e la pietra
catturante abbia una sola libertà (quella dell'intersezione lasciata libera dalla pietra catturata).
Se la mossa che consiste nel catturare tale pietra porta ad una situazione precedente, allora si tratta di un Ko e la mossa è vietata. Il giocatore deve dunque giocare altrove, il che crea una modifica nella situazione sul goban. Se l'avversario non "chiude" il Ko (collegando la pietra ad un gruppo) allora è di nuovo lecito catturare tale pietra.
Il Ko ha come effetto di rendere una situazione locale (quella nei pressi delle pietre coinvolte nel Ko) fortemente dipendente dalla situazione globale sul terreno di gioco. I due giocatori, per vincere il Ko, sono in effetti condotti a giocare delle mosse che obbligano (per la loro importanza tattica o strategica) l'avversario a giocare la propria risposta lontana dal Ko. Ciò avviene fino a quando l'importanza di questa mossa è maggiore all'importanza di vincere il Ko stesso.
Sul goban si possono verificare anche più Ko contemporaneamente, tuttavia è molto raro che se ne verifichino più di due. In caso si verifichi un triplo Ko la partita viene annullata e rigiocato in quanto è possibile che la partita duri potenzialmente in eterno.

### Suicidio
Quando si posa una pietra, si guarda anzitutto alle libertà dei gruppi avversari adiacenti all'intersezione.
Se uno o più di questi perdono la loro ultima libertà, allora vengono tolti (catturati, uccisi) e in tal modo lasciano libere le intersezioni fino ad allora occupate.
Se non viene ucciso alcun gruppo avversario, allora si contano le libertà del gruppo al quale apparterrebbe la pietra posata (eventualmente la pietra stessa). 
Se tale gruppo perdesse l'ultima libertà, allora la mossa è considerata suicida ed è pertanto vietata.

### Conclusione della partita
Se i due giocatori "passano" il proprio turno uno dopo l'altro, allora la partita si conclude.
Le pietre prigioniere (quelle rimaste sul goban, ma che non possono evitare di essere uccise) vengono ritirate come se fossero state uccise nel corso della partita.
La maggior parte dei regolamenti prevede che in caso di disaccordo sullo status (morto o vivo) di un gruppo, si continui a giocare fino a quando i giocatori non trovano un accordo (p.es. davanti l'evidenza che il gruppo in discussione è stato veramente ucciso).
Le regole giapponesi hanno tuttavia una lunga lista di precedenti che si riferiscono a partite di torneo. Ciò è di semplice interesse aneddotico per la maggior parte dei giocatori.
Dopo aver tolto dal goban le pietre "morte", si contano i punti per determinare il vincitore.
È vincitore colui che occupa/controlla la maggioranza delle intersezioni del goban. Ci sono due metodi (tra di loro praticamente equivalenti) per effettuare tale conteggio.
Il metodo giapponese, detto "del territorio", prevede che
ciascun giocatore conti le intersezioni libere che ha circondato.
Ciò avviene dopo aver posato sul territorio avversario le pietre che gli sono state catturate (e che sono state messe da parte durante la partita o dopo la conclusione della partita).
Nel metodo cinese, detto "della superficie", i prigionieri e morti non contano (e pertanto non è necessario metterli da parte durante la partita). Si contano invece oltre alle intersezioni circondate anche le proprie pietre rimaste sul goban dopo la "pulizia" di fine partita.

### Handicap e komi
Per permettere a due giocatori di differente bravura di giocare una partita equilibrata, si può dare un vantaggio al giocatore più debole. Quest'ultimo, che gioca con nero, beneficia di alcune pietre posizionate sul goban prima di cominciare la partita.

#### Handicap
Le pietre di vantaggio concesse al giocatore più debole sono posizionate abitualmente su
delle intersezioni determinate, dette hoshi.
Su un goban 19×19, si tratta dei nove punti seguenti:
- quattro alla distanza (4,4) dagli angoli
- quattro alla distanza (4,10), tra i punti precedenti
- uno al centro (10,10) detto tengen

Nero può posizionare da due a nove "pietre di handicap" a seconda del divario tra la capacità dei due giocatori.
Se la differenza non è che di una sola pietra di handicap, allora significa che Nero comincia la partita.
Si ritiene che ad ogni pietra di handicap corrisponda un vantaggio medio di circa 10 punti (nel conteggio finale).
Cominciare la partita con Nero (equivalente ad 1 pietra di handicap) dà convenzionalmente un vantaggio di 5-6 punti.

#### Komi
Quando la partita si svolge tra giocatori dello stesso livello, colui che comincia (Nero) beneficerebbe di un vantaggio sistematico. 
Per secoli si è giocato senza compensare tale squilibrio (salvo alternare i colori tra una partita e l'altra). A partire dall'inizio del XX secolo il problema è diventato sempre di maggiore importanza, al punto che si è deciso di attribuire al bianco un punteggio da aggiungere a fine partita per compensare tale svantaggio e questi punti supplementari compensatori vengono chiamati komi (solo nelle partite alla pari, in quelle con handicap la cosa non ha senso perché il giocatore più forte parte già in condizione di inferiorità). Il valore dell'iniziativa del nero è stato stimato inizialmente in quattro punti e mezzo, ma quasi subito aumentato a cinque punti e mezzo. Il komi è rimasto invariato per decenni, ma negli ultimi anni la tendenza si è spostata verso un incremento di questo Komi perché molti giocatori dichiaravano di continuare comunque a preferire il nero. Dopo il 2000 si è progressivamente passati ad un komi di sei punti e mezzo in Giappone e Corea e addirittura sette punti e mezzo in Cina. Anche in Europa, si è passati dal precedente komi di cinque punti e mezzo, a sei punti e mezzo. Il mezzo punto serve a garantire che non ci siano pareggi.

## Conseguenze delle regole
Anche se non sono ufficialmente contemplate dalle regole, l'applicazione di queste porta ad alcune conseguenze che possono essere considerate come una sorta di regole derivate. La principale di queste riguarda i concetti di vita e morte. Quando un gruppo di pietre è quasi completamente circondato da pietre avversarie e non ha possibilità di collegarsi ad altri gruppi vicini può essere considerato vivo o morto.
Un gruppo è vivo quando non può in alcun modo essere catturato, anche se il giocatore avversario può giocare per primo. Viceversa, si dice morto quando il giocatore che lo possiede non può in alcun modo evitarne la cattura, anche se la mossa sta a lui.
Per essere considerato vivo un gruppo deve aver formato almeno due occhi, cioè due spazi vuoti al suo interno circondati da pietre dello stesso colore e dove il giocatore avversario non può giocare a causa della regola sul suicidio, se un gruppo possiede due occhi allora avrà sempre almeno due libertà che ne garantiranno in ogni caso la sopravvivenza.
Nell'esempio che segue i cerchietti rossi indicano gli occhi. Il gruppo nero in basso a destra è chiaramente morto, ma anche il gruppo nero in basso a sinistra è morto, infatti lo spazio libero indicato con X è un falso occhio, che può essere eliminato da bianco senza violare la regola sul suicidio.
|  |  |  |  |  |  |  |  |  |
|  |  |  |  |  |  |  |  |  |
|  |  |  |  |  |  |  |  |  |
|  |  |  |  |  |  |  |  |  |
|  |  |  |  |  |  |  |  |  |
|  |  |  |  |  |  |  |  |  |
|  |  |  |  |  |  |  |  |  |
|  |  |  |  |  |  |  |  |  |
|  |  |  |  |  |  |  |  |  |

In alcuni rari casi si possono considerare vivi anche gruppi con meno di due occhi; tale situazione, chiamata seki, si verifica quando due gruppi avversari contigui sono circondati da pietre avversarie in modo che condividano le stesse libertà. In questo caso si hanno situazioni in cui se uno qualsiasi dei giocatori giocasse nello spazio libero il suo avversario ne catturerebbe il gruppo. In questi casi normalmente la situazione di stallo si mantiene fino al termine della partita e le libertà condivise non vengono contate come punti da nessuno dei giocatori.
Nell'esempio qui sotto i cerchietti rossi indicano le libertà in comune, la situazione locale è quindi in stallo.
|  |  |  |  |  |  |  |  |  |
|  |  |  |  |  |  |  |  |  |
|  |  |  |  |  |  |  |  |  |
|  |  |  |  |  |  |  |  |  |
|  |  |  |  |  |  |  |  |  |
|  |  |  |  |  |  |  |  |  |
|  |  |  |  |  |  |  |  |  |
|  |  |  |  |  |  |  |  |  |
|  |  |  |  |  |  |  |  |  |